# 1992 (serie televisiva)
1992 è una serie televisiva italiana creata da Alessandro Fabbri, Ludovica Rampoldi e Stefano Sardo da un'idea di Stefano Accorsi.
La serie, che fa parte di una trilogia comprendente anche 1993 e 1994, è stata trasmessa in prima visione assoluta su Sky Atlantic e su Sky Cinema 1 dal 24 marzo 2015 al 21 aprile 2015. I principali interpreti della serie sono Stefano Accorsi, Tea Falco, Miriam Leone, Guido Caprino, Domenico Diele, Antonio Gerardi ed Alessandro Roja.
Prodotta dalla Wildside di Lorenzo Mieli, Fausto Brizzi e Mario Gianani, in collaborazione con Sky e LA7, 1992 narra in chiave romanzata le vicende che hanno portato alla cosiddetta Tangentopoli attraverso i punti di vista di sei diversi personaggi, le cui storie si intrecciano tra loro e con altri noti personaggi dell'Italia dell'epoca. La colonna sonora è stata scritta da Davide Dileo (cofondatore e tastierista dei Subsonica).

## Trama
(Marcello Dell'Utri rivolto a Leonardo Notte.)
Nell'anno che segnerà una svolta importante della storia d'Italia, tra Milano e Roma si intrecciano le vicende di 6 persone di diversa estrazione. Leonardo Notte è un pubblicitario di successo di Publitalia '80 che cerca di mantenere il controllo della sua impresa in seguito agli eventi di Tangentopoli. Bibi Mainaghi è la figlia ribelle del potente e ricco imprenditore della sanità Michele Mainaghi, i cui affari vengono colpiti dalle vicende politiche, e che, dopo il suicidio del padre, sarà costretta a cambiare radicalmente la sua vita. Luca Pastore è un agente di polizia genovese che lavora al fianco del magistrato Antonio Di Pietro per portare alla luce la verità sul sistema di corruzione e di tangenti. Rocco Venturi è un poliziotto che lavora insieme a Pastore ma che non è chi dice di essere. Pietro Bosco è un ex militare che diserta e decide di entrare in Parlamento nelle file della Lega Nord. Veronica Castello è una showgirl che lavora in una piccola emittente televisiva locale milanese, decisa a diventare una celebrità della televisione nazionale, anche a costo di vendere il proprio corpo.

## Personaggi e interpreti

### Personaggi principali
- Leonardo Notte, interpretato da Stefano Accorsi. Pur essendo un personaggio fittizio, frutto cioè dell'immaginazione degli autori, Ezio Cartotto ha dichiarato però in un'intervista di riconoscercisi moltissimo, autoidentificandosi dunque come la "base" per la creazione del personaggio.[3] È un famoso pubblicitario dal passato oscuro che torna a tormentarlo proprio quando la sua carriera è a una svolta importante. Un anonimo ricattatore costringe Leonardo a confrontarsi con un episodio del suo passato che aveva preferito dimenticare. Conduce una vita sfarzosa che viene sconvolta dall'arrivo di Viola, la sua figlia adolescente. Mentre cerca di liberarsi dalle ombre del suo passato Leonardo si imbatte in un'idea rivoluzionaria che potrebbe cambiare per sempre la sua vita e il suo lavoro. Nasce a Bologna il 14 giugno 1954. Ufficialmente è figlio di Ottavio Notte, dirigente locale del Partito Comunista Italiano, in realtà il padre biologico è Alberto Muratori, giornalista affiliato al PCI, che fino al 1993 Leo ha sempre creduto un semplice amico di famiglia. Laureando in filosofia, verso la fine degli anni '70 si unisce ai movimenti studenteschi extraparlamentari di orientamento comunista, dei quali diventa, col soprannome di Buio, uno dei leader: in particolare, risultano essere molto apprezzati i suoi comizi. Un pomeriggio, mentre si trova per le strade di Bologna, Leo e due suoi compagni del movimento vengono aggrediti da una squadra di neofascisti, e uno dei suoi amici rimane ucciso. Leonardo, in procinto di vendicarsi, si procura una pistola e cerca di farsi giustizia da solo, ma viene scoperto da colui che crede suo padre, il quale lo fa arrestare con l'accusa di tentato omicidio. A quel punto Alberto Muratori riesce a far scagionare Leo, ricattando il giudice che ne aveva disposto la carcerazione. Il poliziotto che lo ha arrestato, Fabrizio, il quale nutre un odio profondo verso i movimenti studenteschi comunisti ed è disposto a neutralizzarli con ogni mezzo, è incaricato di dare la notizia a Leo, ma rimane indispettito dell'accaduto. Racconta pertanto a Notte, mentendo, che il giudice ha intenzione di condannarlo, e di essere l'unico in grado di liberarlo. In cambio, però, Leo dovrà spacciare eroina fra i membri dei comitati studenteschi, accordo che Notte accetta. Dopo la scarcerazione, Leo accontenta la sorella di Fabrizio, Marina, lesbica e desiderosa di avere un figlio, accettando di dargliene uno a patto che se ne occupi esclusivamente lei. Nasce così nel 1978 Viola, che durante la sua infanzia Leo vedrà solamente tre volte. Leo inizia una storia d'amore con Bianca, ragazza di Marina, ma allo stesso tempo, per il rimorso a causa del crimine che sta compiendo verso i suoi compagni, inizia egli stesso a fare uso di eroina per non pensarci. Il tutto culmina quando Leo, un giorno, trova nella sua casa il cadavere di Bianca, morta di overdose dopo avere trovato l'eroina che Notte teneva in casa. A questo punto entra nuovamente in gioco Fabrizio, il quale s'incarica di far sparire ogni singola prova dell'accaduto, purché Leo sparisca per sempre da Bologna. Il Leo Notte del 1992 è profondamente cambiato rispetto al passato. Cinico e freddo donnaiolo, è un ricco pubblicitario di successo, affiliato a Publitalia '80, e ha parecchie conoscenze nell'alta società milanese. Si guarda bene dall'avere relazioni sentimentali, preferendo una vita mondana e di eccessi notturni, atta a mascherare il rimorso per la morte di Bianca che ancora lo tormenta. Molto apprezzato nell'ambiente lavorativo per via delle sue intuizioni che spesso si rivelano geniali, viene notato dal presidente di Publitalia, Marcello Dell'Utri, che gli affida un compito importante: lo scandalo di Tangentopoli sta ribaltando completamente il quadro politico italiano, perciò a Leo viene affidato il compito di trovare un nuovo potenziale leader dell'ala moderata che possa opporsi alle sinistre. Gli affida un centro studi, composto da alcuni colleghi e due politici. Svolgendo alcune ricerche, Leo intuisce che il futuro politico italiano può essere rappresentato solamente da un ingresso in politica di una nuova forza guidata da Silvio Berlusconi. Dell'Utri non condivide affatto l'idea, anzi inizia a diventare sempre più insofferente e diffidente nei confronti di Leo. La sua vita privata viene scombussolata dall'arrivo a Milano della figlia Viola. Ospitandola per alcuni mesi, le si affeziona, accorgendosi di volerle davvero bene e iniziando a essere un padre maggiormente presente. Scoprendo casualmente che Fabrizio è ormai in fin di vita per via di un cancro, si illude di potersi liberare per sempre dal suo segreto. Vi è invece un'altra persona a conoscenza di esso: un misterioso ricattatore inizia a minacciare Leo telefonicamente. Con l'aiuto di uno spacciatore suo vicino di casa, Leo scopre che si tratta di Rocco Venturi, un poliziotto corrotto che lavora nella squadra di Antonio Di Pietro e che inoltre possiede la siringa con sopra le impronte di Leo. Dapprima Leo è costretto, sotto ricatto, a dare 100 milioni di lire a Rocco, ma i ricatti cessano quando Leo registra un loro colloquio, minacciando di consegnare la cassetta a Di Pietro. Quando il doppio gioco di Rocco viene scoperto, costui obbliga Leo a dargli 800 milioni di lire per scappare. Leo dapprima cede al ricatto, cercando di prelevare i soldi da un conto corrente messogli a disposizione da Dell'Utri, ma poi cambia idea. Incontratosi con Rocco in un cantiere del Gruppo Mainaghi, lo uccide a colpi di cric, per poi seppellirlo e bruciare le prove della morte di Bianca, liberandosi per sempre dal suo segreto. Dell'Utri, venuto a conoscenza del tentativo di Leo di prelevare dei soldi da quel conto corrente, lo licenzia. Alla fine della serie, tuttavia, Leo in compagnia di Beatrice Mainaghi, davanti a un cartellone pubblicitario mostrante un bambino recitante la scritta Fozza, Itaja e da lui definito il futuro, riceve una misteriosa telefonata lavorativa che si conclude con lui visibilmente soddisfatto.

- Pietro Bosco, interpretato da Guido Caprino. È nato nel 1959. La sua situazione familiare è complessa: la madre è morta, così come il fratello minore Milo, di cinque anni più piccolo, al quale Pietro era molto legato. Col padre, invece, ha un rapporto pessimo. Pietro trascorre una gioventù turbolenta passando le sue giornate a ubriacarsi, facendo a botte e giocando a rugby insieme al fratello. Nel 1981 Milo muore, a soli 17 anni, in un incidente d'auto. Passano gli anni, ma Pietro non riesce a trovare un lavoro: così inizia a giocare a rugby in Serie B per sfogare le sue frustrazioni. Stufo della disoccupazione, decide di arruolarsi nella Marina Militare e parte così per la guerra del Golfo. I membri del suo plotone, lui compreso, fanno uso di cocaina, che si procurano, su ordine del loro comandante, intercettando i narcotrafficanti. Durante uno di questi incontri coi trafficanti, un suo compagno rimane ucciso: al processo i suoi commilitoni, su ordine del loro comandante e per paura di ritorsioni, attribuiscono la colpa dell'accaduto al compagno ucciso. Pietro, al contrario, decide di raccontare tutta la verità, ma il suo gesto gli costa caro, perché viene congedato con disonore agli inizi del 1992. Qualche giorno dopo essere tornato a casa, mentre passeggia per la strada di notte, Pietro ha una colluttazione con due albanesi che stavano aggredendo un anziano signore e la moglie. La vittima è Gianni Bortolotti, membro di spicco della Lega Nord che, per riconoscenza, segnala Pietro a Umberto Bossi, che acconsente a candidarlo come deputato alle imminenti elezioni politiche. Fiducioso nel fatto che la candidatura possa dare una svolta alla sua vita, Pietro vede vacillare le sue speranze nel momento in cui una lettera anonima inviata a un quotidiano rivela che l'ex militare è stato congedato con disonore per la vicenda nel Golfo Persico. Per questo motivo, il suo nome viene relegato in fondo alla lista e viene annullata la sua partecipazione a un comizio della Lega, per il quale si stava faticosamente preparando. Nonostante lo sconforto iniziale, Pietro si presenta ugualmente al comizio, improvvisando un discorso che entusiasma gli ascoltatori e stupisce lo stesso Bossi, che acconsente di restituirgli la posizione che aveva inizialmente nella lista. Le elezioni si tengono il 5 e il 6 aprile e Pietro risulta eletto; parte quindi per Roma, iniziando a svolgere il nuovo lavoro di deputato. I suoi compagni di partito, tuttavia, non hanno molta considerazione di lui e Bortolotti, che sceglie le commissioni, lo assegna alla Commissione Cultura, quella meno influente. Pietro affitta una casa nel centro di Roma: lì ha modo di conoscere Gaetano Nobile, suo vicino, deputato di lungo corso della Democrazia Cristiana, che inizia a dargli una serie di consigli su come muoversi in Parlamento. Per prima cosa gli consiglia di farsi assegnare alla Commissione Difesa, ritenendola l'unica adatta a un ex militare. Pietro riesce a ottenerla ricattando Bortolotti, dopo averlo visto uscire da un ristorante proibito ai parlamentari leghisti. Una sera, partecipando a una festa a casa di Nobile, incontra Veronica Castello, un'aspirante showgirl che aveva già conosciuto qualche mese prima a Milano e che lo aveva snobbato. Bosco invita Veronica ad andare a vivere con lui, promettendole di prendersi cura di lei e di farle ottenere una conduzione in Rai; la donna, dopo qualche giorno, accetta. Pietro, nel frattempo, riceve la visita di un ex commilitone, Massimo Lorenzon, che gli racconta di essersi ammalato di tumore al sangue a causa dell'uranio impoverito utilizzato in guerra. Pietro, deciso a sottoporre la questione alla Commissione Difesa, viene avvicinato dal comandante della Marina Maggioni, che gli intima di non andare avanti con l'inchiesta, ma non se ne dà per inteso. Il giorno in cui è chiamato a testimoniare in Commissione, Massimo non si presenta. Quella stessa mattina è stato prelevato da tre ufficiali, che lo hanno portato in Svizzera in una clinica privata per farlo curare. Pietro vi si reca per chiedere spiegazioni a Lorenzon, ma questi gli rivela di essersi inventato tutto per farsi pagare le cure. Tornato a Roma, Pietro, grazie a Gaetano Nobile, riesce a ottenere per Veronica il posto di co-conduttrice a Scommettiamo che...?. Per sdebitarsi, però, Pietro sarà costretto ad approvare, in Commissione Difesa, un rifornimento all'Esercito di armi prodotte da Locetra, imprenditore camorrista amico del parlamentare democristiano, contravvenendo alle indicazioni del partito. Per questo motivo Marco Formentini, furioso, gli rimprovera di avere tradito la fiducia della Lega, e gli comunica che non sarà più candidato per le prossime elezioni: Bortolotti, inoltre, informa Pietro che la legislatura non durerà fino al 1997, ma molto probabilmente non arriverà nemmeno a metà mandato, quindi non potrà nemmeno percepire il vitalizio. Veronica è nel frattempo rimasta incinta: questo potrebbe causarle l'impossibilità di partecipare al programma, ma Pietro si dimostra fortemente contrario a un eventuale aborto. Qualche giorno dopo, Formentini convoca nuovamente Pietro, concedendogli una seconda chance: se vorrà essere ricandidato alle prossime elezioni, dovrà esprimere un voto palese favorevole all'arresto di Gaetano Nobile. Pietro, dopo averci riflettuto, decide di assecondare la richiesta. Tornando a casa dalla votazione, scopre che Veronica ha abortito. Pietro, colto da un violento raptus, fa per strangolarla, fermandosi appena in tempo prima che la ragazza muoia. Veronica, dopo essersi ripresa, fugge via terrorizzata, lasciando Pietro per sempre.

- Veronica Castello, interpretata da Miriam Leone.
Nasce a Milano l’11 maggio 1964. È un'aspirante showgirl, che lavora in una piccola emittente televisiva milanese, disposta a tutto pur di diventare una star della TV nazionale; è l'amante di Michele Mainaghi, ricco e potente imprenditore della sanità, il quale però, travolto dall'inchiesta Mani pulite, si suicida. Veronica allora si lega prima al pubblicitario Leonardo Notte, che conosce da tempo e dal quale è sinceramente attratta, che però la liquida ben presto, ed in seguito a Pietro Bosco, neo-parlamentare leghista, con il quale inizia una convivenza, a patto che l'uomo l'aiuti ad ottenere un posto in Rai.

- Luca Pastore, interpretato da Domenico Diele.
È un ufficiale della polizia giudiziaria, lavora nella squadra di Di Pietro, per portare alla luce la verità sul sistema di corruzione e di tangenti. È inoltre spinto da un grande desiderio di vendetta nei confronti della famiglia Mainaghi, ricca dinastia della sanità lombarda, per via di una trasfusione di sangue infetto da loro messo sul mercato a seguito della quale l'uomo si è ammalato di HIV.

- Beatrice "Bibi" Mainaghi, interpretata da Tea Falco.
È la figlia di Michele Mainaghi; è la pecora nera della famiglia, che conduce una vita sregolata tra rave party, amanti occasionali e consumo di droghe, ma la sua vita subisce una svolta inaspettata dopo il suicidio del padre, travolto dagli eventi di Tangentopoli, quando scopre di essere stata designata da questo come nuovo presidente della holding di famiglia, prendendo dunque sulle spalle tutte le responsabilità che tale ruolo comporta, riuscendoci in maniera molto naturale e cambiando radicalmente stile di vita, con sua stessa grande sorpresa. Avrà una breve relazione con Luca Pastore, che però finirà molto presto quando Bibi scopre che l'uomo vuole solo vendicarsi della sua famiglia. In seguito si legherà a Leonardo Notte, ma anche questa relazione si concluderà in maniera brusca.

- Rocco Venturi, interpretato da Alessandro Roja.
È un giovane ufficiale di polizia di Roma, membro della squadra di Antonio Di Pietro. È un ragazzo entusiasta e scaltro, ma dietro la maschera nasconde una verità ben diversa da quella che lascia apparire.

- Antonio Di Pietro, interpretato da Antonio Gerardi.
È un magistrato intraprendente e ostinato che si ritroverà ad essere il protagonista indiscusso di Mani pulite, che contrastò una delle pagine più buie della storia d'Italia: Tangentopoli.

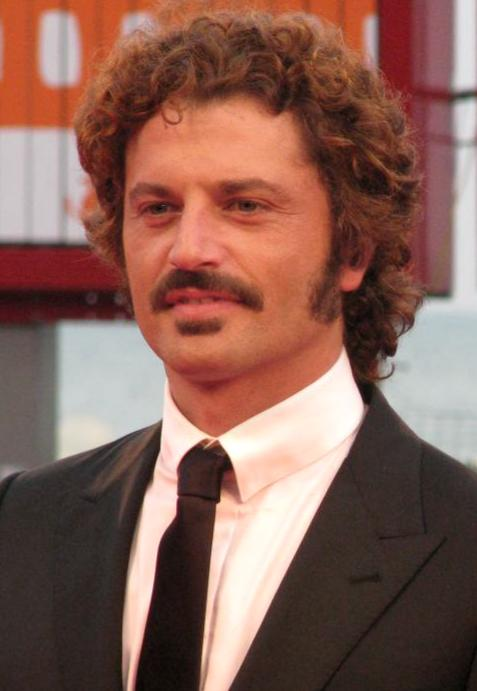
Guido Caprino interpreta Pietro Bosco
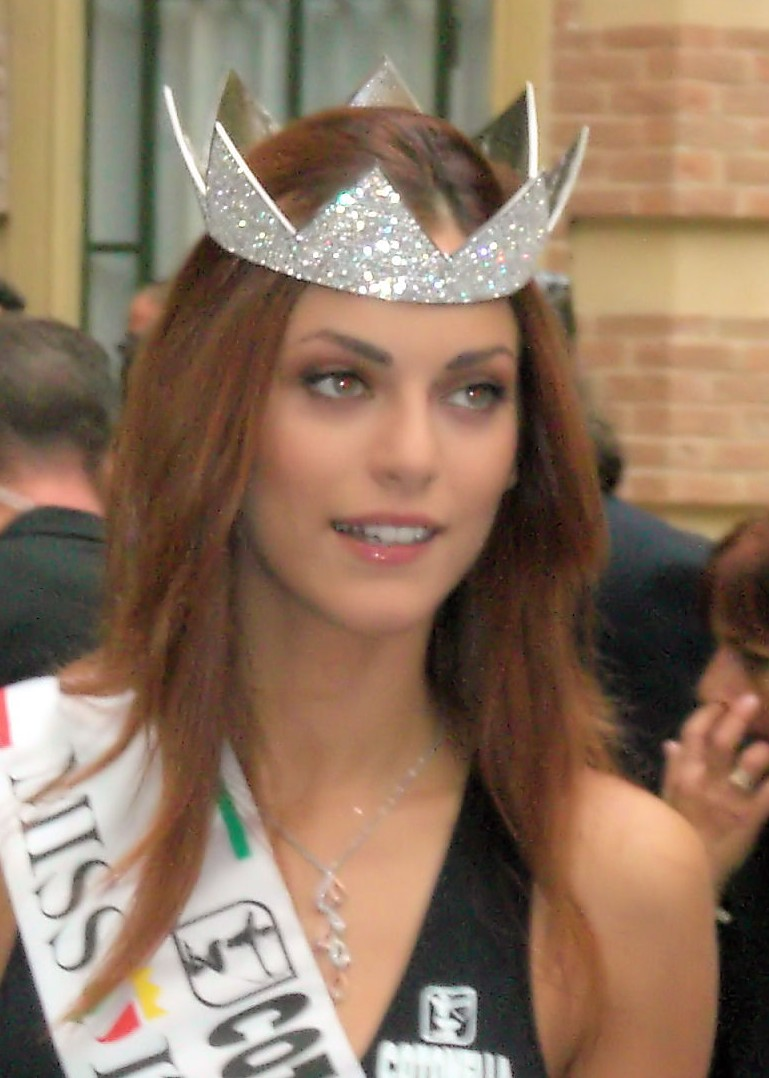
Miriam Leone interpreta Veronica Castello
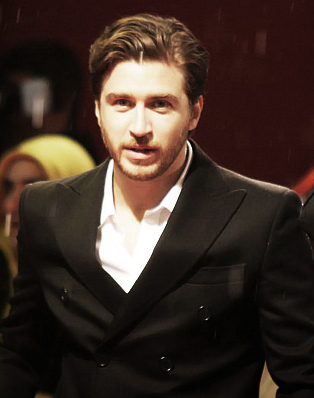
Alessandro Roja interpreta Rocco Venturi
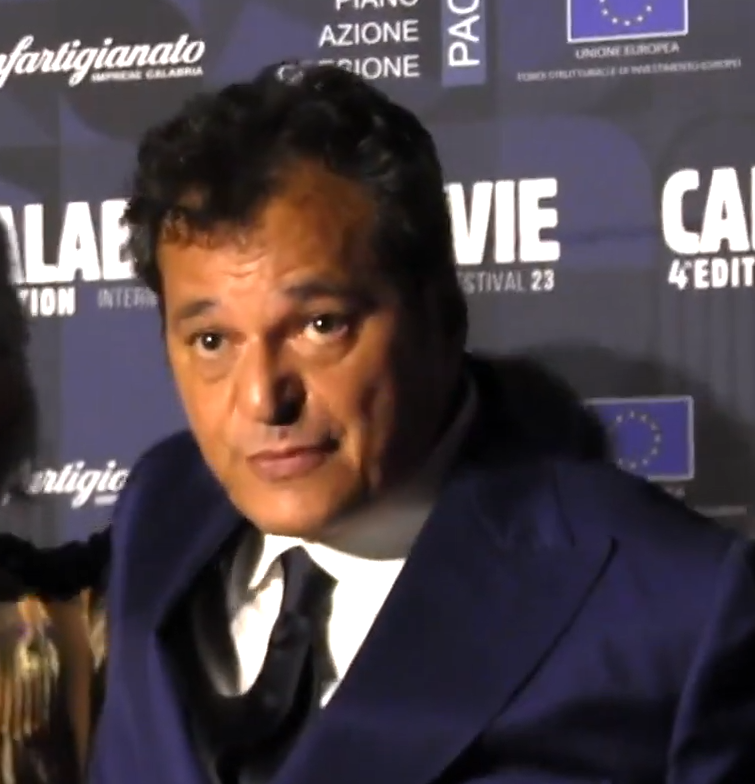
Antonio Gerardi interpreta Antonio Di Pietro

### Personaggi secondari
- Fabrizio Contri: Marcello Dell'Utri
- Giuseppe Cederna: Francesco Saverio Borrelli
- Pietro Ragusa: Gherardo Colombo
- Natalino Balasso: Piercamillo Davigo
- Massimo Wertmüller: Mariotto Segni
- Elena Radonicich: Giulia Castello, sorella di Veronica
- Tommaso Ragno: Michele Mainaghi, padre di Bibi e Zeno
- Silvia Cohen: moglie di Mainaghi
- Eros Galbiati: Zeno Mainaghi, fratello di Bibi
- Thomas Trabacchi: Attilio Arnaldi, avvocato dei Mainaghi
- Miro Landoni: Dino Bosco, padre di Pietro
- Irene Casagrande: Viola Notte, figlia di Leonardo
- Fabrizia Sacchi: Marina, madre di Viola
- Gaetano Bruno: Luigi Brancato
- Valerio Binasco: Mario Chiesa
- Fulvio Falzarano: avvocato di Chiesa
- Mariella Valentini: Laura Sala, ex moglie di Mario Chiesa
- Teco Celio: Gianni Bortolotti (Lega Nord)
- Gualtiero Burzi: Salvetti (Lega Nord)
- Gianfelice Imparato: Gaetano Nobile (Democrazia Cristiana)
- Stefano Alessandroni: Angelo Cresco (PSI)
- Stefano Scherini: Beppe, amico di gioventù di Leonardo e deputato del PDS
- Maurizio Fanin: Marco Formentini (Lega Nord)
- Antonio Zavatteri: Franco Rocchetta (Lega Nord)
- Mario Sgueglia: regista casting
- Giovanni Rana: sé stesso
- Massimo Boldi: sé stesso
- Daniela Marzulli: Lorella Cuccarini
- Pietro Biondi: Giacomo Mancini
- Alex Cendron: Luca Magni
- Raffaella Lebboroni: Raffaella Grandi
- Roberta Mastromichele: segretaria di Grandi
- Marco Brinzi: Massimo Lorenzon, commilitone di Pietro
- Claudia Coli: prof. Matilde Conforti
- Dalila Di Lazzaro: Amanda
- Giorgio Del Bene: Carlo Bernardi
- Carlo Calderone: Marco Montanari
- Yves Collignon: Daniel De Boer
- Bianca Vitali: Angelica, figlia di Amanda
- Agnese Claisse: Bianca, fidanzata di gioventù di Leonardo
- Orietta Notari: madre di Bianca
- Valentina Gaia: segretaria di Di Pietro
- Flavio Furno: Roberto Fenati
- Bebo Storti: Enrico Lodato (Democrazia Cristiana)
- Luigi Di Fiore: Lucio Corradi (vice direttore generale di Publitalia '80)
- Maurizio Lombardi: Paolo Pellegrini (sondaggista Publitalia '80)
- Silvia Degrandi: Rachele Manni (addetto alle pubbliche relazioni di Publitalia '80)
- Pierpaolo Candela: uomo Publitalia '80
- Alessandro Federico: uomo Publitalia '80
- Mauro Pescio: uomo Publitalia '80
- Emanuele Simonini: uomo Publitalia '80
- Alessandro Quattro: uomo Publitalia '80
- Daniela Calò: donna Publitalia '80
- Lorenzo Gioielli: Michele Maggioni
- Giovanni Ludeno: Dario Scaglia
- Valter Corelli: Luciano Savoldi
- Pia Engleberth: giornalista
- Tatti Sanguineti: se stesso
- Saviana Scalfi: Clara
- Caterina Silva: Giorgia D'Elia
- Andrea Dugone: Savio Gastone
- Alexia Murray: ginecologa
- Alfonso Santagata: Sergio Lucidi
- Ilze Adumane: modella
- Franco Barbero: Marcello Olivieri
- Gianmaria Martini: Matteo, vicino di Leonardo
- Claudio Spadaro: Giovanni Falcone
- Anna Bellato: Francesca, ex fidanzata di Luca Pastore
- Flaminia Bonciani: impiegata di banca
- Rick Breco: Andrew
- Andrea Bruschi: Roberto Mongini
- Alberto Caneva: Fabrizio Andreani
- Adriana De Guilmi: Grazia
- Guglielmo Favilla: agente immobiliare
- Federico Fazioli: Luigi Rovelli
- Susy Laude: Linda
- Urbano Lione: regista

## Produzione
La serie è stata girata nel 2013 in differenti location in diverse città italiane. Inizialmente prevista per l'autunno 2013, la serie è stata in seguito posticipata alla primavera 2015.

## Trasmissione
La serie è andata in onda in prima visione assoluta dal 24 marzo al 21 aprile 2015 su Sky Atlantic e in simulcast su Sky Cinema 1. È stata inoltre trasmessa in chiaro su LA7 dall'8 gennaio al 7 febbraio 2016.
Inoltre viene trasmessa in contemporanea con l'Italia in Germania, Austria, Regno Unito e Irlanda sui canali Sky, viene trasmessa dal 29 aprile 2016 in Svizzera sul canale francofono RTS Un, e sarà trasmessa in Francia, Spagna e Scandinavia. La serie è stata venduta all'estero da Beta Film.
In Belgio è trasmesso a maggio 2016 dalla rete fiamminga Canvas della VRT.

## Accoglienza
La serie è stata presentata al Festival internazionale del cinema di Berlino venendo accolta positivamente dalla stampa internazionale, tra cui Variety e Le Monde.

## Premi e riconoscimenti
- Premio Francesco Scardamaglia Miglior sceneggiatura al Roma Fiction Fest 2015
- Premio L.A.R.A. Miglior Attore al Roma Fiction Fest 2015 per Guido Caprino